# Kabatekiella
Kabatekiella is een kevergeslacht uit de familie van de boktorren (Cerambycidae). De wetenschappelijke naam van het geslacht werd voor het eerst geldig gepubliceerd in 2008 door Holzschuh.

## Soorten
Kabatekiella is monotypisch en omvat slechts de volgende soort:
- Kabatekiella dalihodi Holzschuh, 2008